# 世界名曲大全集
世界名曲大全集（せかいめいきょくだいぜんしゅう）は、朝日放送ラジオ（ABC）で放送されていた音楽番組。創価学会の単独提供番組。

## 概要
- 2008年4月5日に放送開始。放送時間は毎週土曜6:00 - 6:30であったが、2018年4月7日からは10分短縮となり土曜6:00 - 6:20に変更された[2]。同日より6:20 - 6:30は『安井牧子のアーリーモーニング』を放送する。
- メインパーソナリティは『ABCヤングリクエスト』や『歌謡大全集』などABCのラジオ番組に出演してきた浜田晶子（はまだ しょうこ）[3]。
- 時代の波にも色褪せず人々の心に残る世界の名曲を、リスナーの思い出や曲の生まれたエピソードなどを交えながら放送していた。毎週ポピュラー音楽をはじめ、世界の民謡、唱歌、ジャズ、シャンソン、映画音楽、タンゴ、クラシックなど幅広いジャンルから5曲（30分番組時代）→3曲（20分に変更後）を流していた。
- 放送した曲目については、公式サイトにも掲載された。
- 2021年3月27日をもって放送終了。